# 대명안찰사
《대명안찰사》(중국어: 大明按察使, 병음: Dà míng àn chá shǐ 다밍안차스[*])는 중국의 텔레비전 드라마이다.

## 등장 인물
- 요노 (姚橹) : 주신 (周新) 역
- 유계 (劉季) : 주신의 아내 역